# 米夏埃尔·保罗
米夏埃尔·保罗（德語：Michael Paul，1961年4月15日—），德国男子手球运动员。他曾代表西德参加1984年夏季奥林匹克运动会手球比赛，获得一枚银牌，他在其中五场比赛中有上场。